# 朝鲜当归
朝鲜当归（学名：Angelica gigas）为伞形科当归属的植物。分布于朝鲜、日本及中国东北等地，生长于海拔1,000米的地区，多生长于高山坡。

## 别名
大独活（东北植物检索表）、土当归、野当归、大野芹（吉林延边）、紫花芹（辽宁）

## 形态

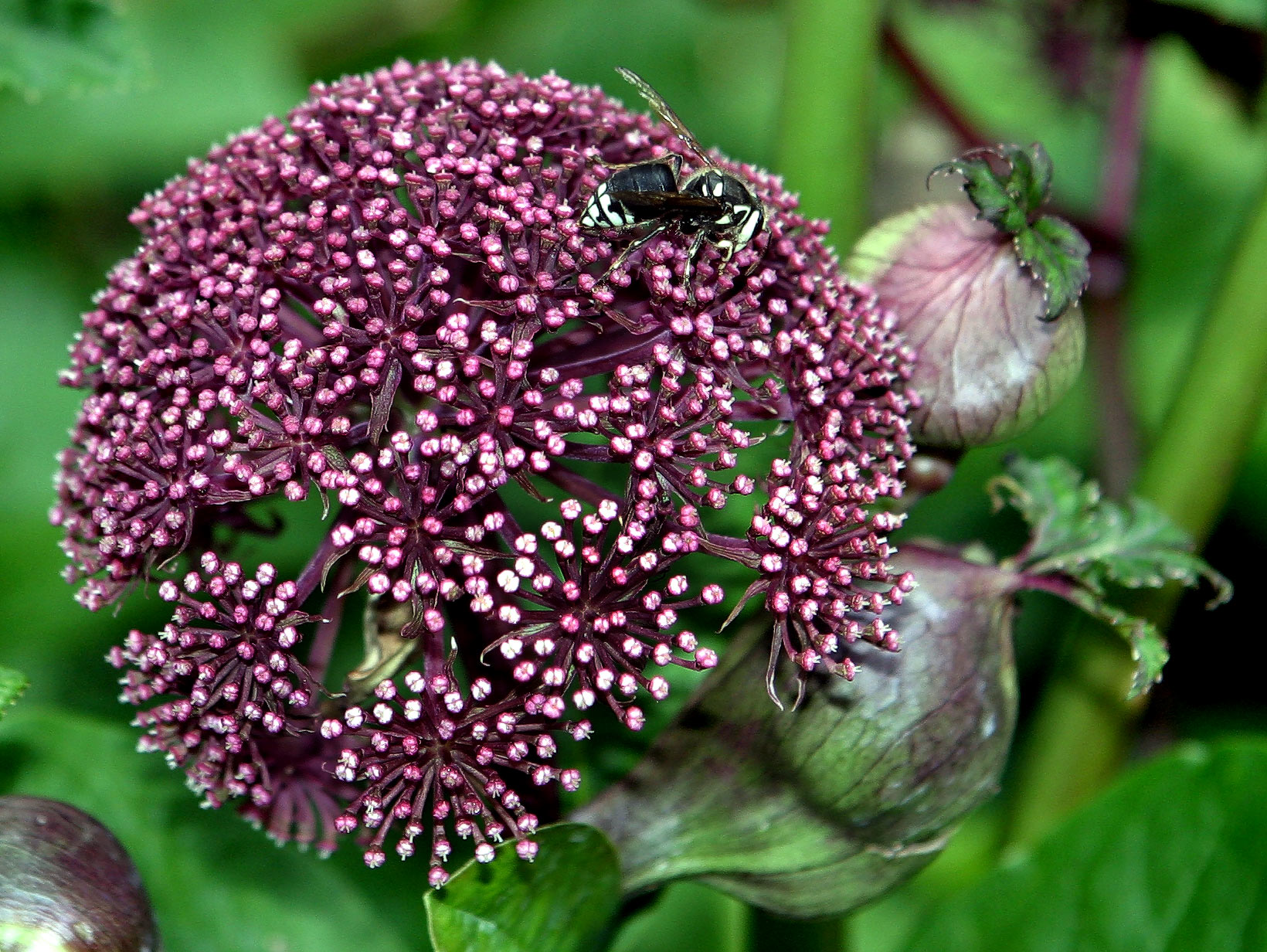
朝鲜当归的花

为多年生高大草本，高1～2.5米。根茎粗短，表面有横环纹，顶部有叶基痕。根粗大，圆锥形，长2~5厘米，径2~5厘米，暗褐色或灰褐色，有分岐，有特异辛辣香气。茎粗壮直立，单一或上部稍分枝，无毛，有纵深沟纹。基生叶及下部茎生叶，有长柄，叶柄向上渐短逐日膨大成鞘状，基部抱茎，紫色，叶片特大，呈三出状2～3回羽状分裂或全裂。复伞形花序，花顶生或腋生，略呈球形，径5～9厘米，果期可达12厘米，全部为紫色；总梗有短绒毛；花瓣紫色，卵形或椭圆状披针形，先端渐尖，内卷。果为双悬果，幼时均紫色，后渐退色，椭圆形，分生果背腹扁平，背棱隆起，肋状，侧棱翼状，翼较宽，通常棱槽各有1条细管，极稀在侧棱棱槽内有2条，接着面有2条细油管，稀为不完全4条。花期7～8月，果期8～9月。

## 药用
在一些地区，如长白山地区，朝鲜当归的根被作为中药当归入药，或是作为当归的代用品使用，在1963年第一版《中国药典》中，当归（Angelica sinensis）的干燥根被认为是中药当归的正品药材，而如朝鲜当归（A. gigas）或是日本当归（A. acutiloba）等地区习用、代用品则被认为是混、伪品，2020版《中国药典》同。
当归（A. sinensis）和朝鲜当归（A. gigas）的区别之一在于，朝鲜当归（A. gigas）的叶小裂片较大，长4~15厘米，而当归（A. sinensis）的叶小裂片较小，长1~2厘米。
朝鲜当归的根含有前胡素、前胡醇、欧前胡内酯、紫花前胡苷、紫花前胡内酯、伞形花内酯等成分。用于补血调经、活血止痛等。